# Светско првенство у снукеру 2024.
Светско првенство у снукеру 2024. године (из спонзорских разлога познато и као Казу Светско првенство у снукеру 2024. године) је професионални турнир у снукеру који је одржан од 20. априла до 6. маја 2024. године у шефилдском позоришту Крусибл. Квалификације за овај догађај игране су од 8. до 17. априла у Енглеском институту за спорт у Шефилду. Светско првенство је 17. и последњи рангирни турнир у сезони 2023-24 и организовано је од стране Светске снукер асоцијације уз спонзорство агенције за рентирање возила Казу (енгл. Cazoo).
Кајрен Вилсон је постао светски шампион по први пут у својој каријери победом над Велшанином Џеком Џоунсом 18-14. Вилсон је 28. различити светски шампион у историји модерног снукера. Својом победом, Вилсон је активирао проклетство Крусибла другу годину заредом по први пут од 2015. године.
Белгијанац Лука Бресел је бранилац титуле будући да је у финалу претходне године славио против Марка Селбија резултатом 18-15, али је елиминисан у првој рунди од Дејвида Гилберта. Бресел је тако постао 19. премијерни светски шампион који је поражен на путу ка одбрани титуле светског шампиона и наставио традицију проклетства Крусибла.
Рони О'Саливен је покушао да освоји сва три турнира троструке круне у истој сезони по први пут од Марка Вилијамса у сезони 2002-03, али је поражен у четврфиналу од Стјуарта Бингама.

## Позадина
Светско првенство у снукеру се одржава по 48. пут заредом у Крусибл театру. Шкотланђанин Стивен Хендри и Енглез Рони О'Саливен су најуспешнији такмичари у модерној историји снукера. Хендри је уједно најмлађи, а О'Саливен други најмлађи и најстарији такмичар који је подигао трофеј намењен светском шампиону.
Лука Бресел је бранилац титуле. Он је уједно први играч из континенталног дела Европе који је стигао до наслова светског шампиона. Бресел је тек четврти играч ван Уједињеног Краљевства који је у Крусиблу дошао до титуле: пре њега то су чинили Клиф Торнбурн, Кен Дохерти и Нил Робертсон.

### Проклетство Крусибла
Проклетство Крусибла (енгл. Crucible Curse) је феномен који се односи на браниоце прве титуле светског шампиона. Својом првом титулом светског шампиона, Бресел је активирао проклетство Крусибл театра у овогодишњем издању шампионата. До сада ниједан играч није одбранио своју прву титулу освојену у Крусибл театру. Најближи циљу били су Џо Џонсон (1987) и Кен Дохерти (1998) који су губили у финалу од Стива Дејвиса, односно Џона Хигинса. Последња жртва проклетства био је Џад Трамп 2020. године када је у четвртфиналу поражен од Кајрена Вилсона резултатом 13-9.
Поразом већ у првој рунди такмичења од стране Дејвида Гилберта, Бресел је постао 19. играч ком није пошло за руком да одбрани прву титулу светског шампиона освојену у Крусибл театру.

### Формат
Жреб се састоји од 32 играча, од чега је 16 играча унапред распоређено према пласману на светској ранг листи уз изузетак да је бранилац титуле први носилац у жребу. Осталих 16 играча долази из квалификација које се играју непосредно пред почетак турнира и трају четири рунде.
Сви мечеви квалификација као и мечеви првог кола турнира играју се до 10 партија кроз две сесије. Мечеви друге рунде и четвртфинала играју се до 13 партија кроз три сесије, полуфинале до 17, а финале до 18 партија кроз четири сесије.

### Наградни фонд
Награда за највећи брејк турнира износи 15.000 енглеских фунти док је додатак за максимални брејк 40.000. Такође, играч који направи два максимума на турнирима Троструке круне добија бонус од 147.000 фунти. Шу Си је направио максимум у квалификацијама за Првенство Уједињеног Краљевства, а Динг Жунвеи и Марк Ален на Мастерсу.

## Ток такмичења

### Квалификације
Квалификације турнира су игране у Енглеском институту за спорт у Шефилду.
Тајланђанин Нопон Сенхам је нанизао 147 у трећем колу квалификација, али је поражен од Џексона Пејџа у четвртом колу резултатом 10-9.
Светски шампион из 2010. године, Нил Робертсон, није успео да се квалификује на догађај. Он је у последњем колу квалификација поражен од Џејмија Џоунса и тако пропустио светско првенство по први пут после 20 година. Си Ђахуј је изгубио прве 4 партије од Јизеа, али низом од 10 партија изборио наступ на великој сцени после сензационалног полуфинала из 2023. године. Доминик Дејл се пласирао у Крусибл по први пут након 2014. године. Марк Дејвис је изгубио другу годину заредом у одлучујућој партији, овог пута од Рикија Волдена. Џек Лисовски је победио Метјуа Стивенса са 10-3, уз шест троцифрених брејкова.
За главни догађај квалификовали су се и Дејвид Гилберт, Панг Јуншу, Стивен Магвајер, Лу Хаотијан, Роби Вилијамс, Хосеин Вафеј, Џек Џоунс, Стјуарт Бингам, Рајан Деј и Џексон Пејџ као и Џо О'Конор, једини дебитант у првој рунди светског првенства.

### Главни догађај
Жреб је одржавн 18. априла уз директан пренос на ББЦ радију и ББЦ Спорту уз присуство званичног спикера Роба Вокера и Марка Алена, трећег носиоца турнира. Пред почетак такмичења, 19. априла, одржан је подкаст "Снукер клуб" где су гости били неки од најбољих играча снукера на свету.

#### Прва рунда
Мечеви прве рунде су играни од 20. до 25. априла. Бранилац титуле, Лука Бресел, је боље отворио меч од свог ривала, Дејвида Гилберта, и повео са 6-3. У истом ритму, Бресел је отишао на 9-6, али је потом изгубио 4 везане партије и испао са светског првенства. Џек Џоунс и Жанг Анда су одиграли само седам од планираних девет партија у првој сесији. Џоунс је предност од 5-2 материјализовао победу од 10-4. Трамп је славио против Хосеина Вафеја резултатом 10-4. Иранац је након меча дао контроверзну изјаву да је дворана смрдела и да је имао утисак да се игра у гаражи.
Том Форд је постављен за носиоца у Шефилду по први пут у својој каријери и победио је Рикија Волдена резултатом 10-6. Претходна четири наступа у Крусиблу Форд је завршавао поразом у првом колу. Иако је имао партију заостатка из прве сесије, Стивен Магвајер је победио Алистера Картера, 10-7. Шон Марфи је победио Луа Хаотијана резултатом 10-5. Једини дебитант у жребу, Џо О'Конор приредио је велико изненађење када је елиминисао четвороструког светског шампиона Марка Селбија. Шокантни пораз је навео Селбија да размисли о пензионисању након шампионата. Светски шампион из 2015. године, Стјуарт Бингам елиминисао је Гарија Вилсона резултатом 10-5. Си Ђахуј је повео против Марка Вилијамса са 8-5, али је искусни Велшанин изборио одлучујући фрејм у ком је Кинез нанизао 77 и дошао до победе. Велики преокрет је виђен у мечу између Барија Хокинса и Рајана Деја. Енглез је од резултата 2-5 освојио шест узастопних партија, али потом изгубио наредних пет за победу Деја.
Роберт Милкинс је остварио победу у одлучујућем фрејму над Пангом Јуншуом. Доминик Дејл је освојио само једну партију у мечу против Кајрена Вилсона: био је то брејк од 120 поена. Седмоструки шампион, Рони О'Саливен, славио је 10-1 против Џексона Пејџа. Ривали у другој рунди, Џон Хигинс и Марк Ален, славили су са по 10-6 против Џејмија Џоунса и Робија Вилијамса.

#### Друга рунда
Друга рунда играна је од 25. до 29. априла. Сви мечеви су играни до 13 партија. Несвакидашњи догађај је виђен у мечу између Дејвида Гилберта и Роберта Милкинса. Милкинс је при резултату 4-7 након промашене кугле у бесу бацио штап на земљу. Гилберт је до краја меча славио у свим партијама и победио резултатом 13-4. Џад Трамп је стекао предност од 6-2 након прве сесије и 11-5 након друге да би меч привео крају и славио са 13-7. Џек Џоунс је повео са 6-2 против Сија, али је Кинез смањио на 9-7 пред одлучујућу сесију. Победом од 13-9, Џоунс је постао први играч још од Метјуа Стивенса 1999. који је у прва два наступа у Крусубл театру стигао бар до четвртфинала. Велико ривалство између Марфија и Магвајера добило је нову епизоду у мечу друге рунде. Прво је Марфи театрално прославио добијене две партије да би Магвајер приликом убачене фрејм кугле за 10-6 жестоко ударио шаком о сто и гласно прокоментарисао вођство. Магвајер је на крају славио са 13-9.
О'Саливен је свој меч другог кола играо против Рајана Деја. Велшанин није победио О'Саливена у претходних 13 година, а нову победу у међусобним дуелима забележио је Енглез резултатом 13-7. Кајрен Вилсон је победио дебитанта на светским првенствима Џоа О'Конора резултатом 13-6. Бингам је у последњу сесију ушао са предности од две партије у односу на Лисовског, 9-7. Лисовски је промашио ружичасту куглу за 10-10, али је са 84 и 124 изједначио на 11-11. Поново је Лисовски био непрецизан на ружичастој кугли што је омогућило Бингаму да оде а 12-11, а потом и слави у наредној партији. Неизвестан меч одиграли су Марк Ален и Џон Хигинс. Након 4-4 после прве сесије, Ален је дошао до предности од 9-7, а потом и 10-7 у последњој сесији. Хигинс је одговорио са три везане партије и изједначио резултат. Ален је поново повео и то два пута, али је Хигинс изборио одлучујући фрејм. Предност Алена од 62 поена, Хигинс је неутралисао брејком од 71 поена почев од прекуцавања црвене кугле за средњу рупу. Након меча, Шкотланђанин је изјавио да је брејк у последњој партији један од најбољих које је направио. Разочаран поразом, Ален је изјавио да није искористио своје шансе и да све заслуге иду противнику.

#### Четвртфинале
Мечеви четвртфинала играни су 30. априла и 1. маја, до 13 партија. По први пут од 1992. године чак четири такмичара у четвртфиналу су били квалификанти. Џек Џоунс и Џад Трамп су поделили партије у прве две сесије за резултат 8-8. Након новог изједначења на 9-9, Џоунс је везао четири партије и славио резултатом 13-9. Светски шампион из 2019. године није крио разочарање, али је изјавио да дугује захвалност противнику јер би у наредној рунди изгубио 17-0.
Дејвид Гилберт је стекао велику предност у односу на Магвајера већ на старту меча, 7-1. При резултату 9-2 за Гилберта, Магвајер је добио четири од пет играних фрејмова и смањио заостатак на 10-6. Магвајер је стигао до 11-8, али даље од тога није могао и изгубио је две наредне партије за елиминацију са турнира. Последњи фрејм, Магвајер је предао иако му је био потребан само један фаул противника. Своју одлуку у интервјуу после меча Магвајер је поткрепио чињеницом да током меча није имао превише среће и да би наставак био губљење времена.
Финалиста из 2020. године, Кајрен Вилсон се састао са четвороструким шампионом, Џоном Хигинсом. Хигинс је славио у свим претходним дуелима који су играли на светском првенству. Вилсон је повео са 4-0, потом и 5-1, али је Хигинс смањио заостатак на 5-3 до краја сесије. Вилсон је поново заиграо боље, стигао до 9-4, али је Хигинс одговорио трима узастопним партијама. Резултатска неизвесност је виђена када је Хигинс стигао на 9-8 почетком одлучујуће сесије, али је била кратког даха - Вилсон је освојио све партије до краја меча и славио са 13-8. Вилсон је претходне године у мечу другог кола Хигинсу успео да узме свега две партије на шта се и осврнуо у обраћању после дуела: "Опоравити се после онаквог пораза до Џона прошле сезоне, морао сам да оставим то по страни." Хигинс је изјавио да је славио бољи играч и пожелео Вилсону да на крају шампионата подигне пехар заједно са својим сином.
Стјуарт Бингам и Рони О'Саливен су се састали у репризи четвртфинала из 2015. године. Међусобни скор двојице ривала био је 18-3 у корист О'Саливена. Прва и друга сесија су завршене нерешеним резултатом. О'Саливен је повео са 9-8 потом и са 10-9 да би при нерешеном резултату у 21. партији ушао у расправу са судијом меча, Десиславом Божиловом, о уласцима у дворану када се он спремао на ударац. Рони је сео на своје место и одбио да устане докле год се врата иза његових леђа нису затворила и у дворани завладала апсолутна тишина. Ту и две наредне партије О'Саливен је изгубио и тако уписао други пораз од Стјуарта Бингама у четвртфиналу светског првенства.

#### Полуфинале
Полуфинални мечеви играни су од 2. до 4. маја кроз четири сесије до 17 партија. Тројица полуфиналиста стигла су до ове фазе кроз квалификације, по први пут од првог светског првенства које је играно у Крусибл театру 1977. године. Кајрен Вилсон, једини који није морао кроз квалификације до главног жреба, играо је против Дејвида Гилберта. Прва сесија завршена је резултатом 4-4. У осмој партији, Вилсон је покушао да направи максимални брејк али је промашио 11. црвену куглу. Током игре, Вилсон је гласно прокоментарисао срећа да је Селби испао, јер је претходне сезоне награду за максимални брејк поделио са њим. Друга сесија је такође завршена нерешеним резултатом. При резултату 9-9, Вилсон је нанизао пет партија за осетну предност коју је Гилберт смањио троцифреним брејком од 101. Вилсон је у четвртој сесији добио три од прве четири игране партије и славио резултатом 17-11.
Џек Џоунс је играо своје прво полуфинале на светским првенствима, док је Стјуарт Бингам играо своје треће. Бингам је повео са 3-0, потом промашио фрејм куглу и омогућио Џоунсу да се упише на семафор. Џоунс је изједначио на 3-3, а потом и на 4-4. Бингам је брејковима од 79 и 107 стигао до предности од 6-4, али је Џоунс одговорио са три узастопне партије и повео по први пут у мечу. Друга сесија завршена је резултатом 8-8. Бингам је повео 9-8, али је Џоунс везао пет партија и повео са 13-9. Бингам је смањио на 13-10 након чега је услед споре игре сесија прекинута уз једну партију неодиграну. Бингам је смањио на 13-11, али га је велика грешка на зеленој кугли спречила да смањи заостатак на само једну партију и отишло се на паузу при резултату 14-11. По повратку за сто, Џоунс је брејковима од 70, 44 и 58 дошао до свог првог финала светских првенстава. Џоунс је изјавио да упркос победи није играо добро, док је Бингам рекао да је противнику сигурно препустио осам партија.

#### Финални меч
Финали меч игран је 5. и 6. маја кроз четири сесије и до 18 партија. Вилсон је играо своје друго финале светског првенства - 2020. године поражен је од Ронија О'Саливена док је за Џоунса ово био деби у финалу рангирног турнира на професионалном нивоу. Џоунс је био девети квалификант који је стигао до финала светског првенства. Последњи који је то урадио пре њега био је Динг Жунвеи 2016. године. Судија меча био је Пол Колијер који је најавио своје пензионисање након овог дуела како би каријеру у снукеру наставио са фокусом на руковођење турнирима.
Вилсон је далеко боље отворио меч, већ у првој партији направио 129, потом још неколико великих брејкова и стигао до предности од 4-0 до паузе. У истом ритму Вилсон је стигао до 7-0 уз још један троцифрени брејк. По први пут од 1991. године виђен је резултат 7-0 у финалу светског првенства. Џоунс је успео да добије последњу партију у сесији и вече дочека са заостатком од шест партија. Џоунс је смањио на 3-7, али је Вилсон одговорио са две партије. Велика драма виђена је у 17. партији при резултату 10-6. Вилсон је изнудио фаул противника којим је могао да освоји партију, али му је била потребна и црна кугла коју није могао да убаци. Након једног ударца Вилсона, Џоунс је покушао да прекуца црну са десне мантинеле за жуту рупу, али није успео у томе и оставио је куглу употребљиву. Вилсон је убацио црну и прославио потез сугеришући нешто ка свом боксу. Вилсон је у изјави после сесије рекао да је Џоунс играо много боље него у дневном термину и да је играо под великим притиском од ривала.
Сутрадан је Џоунс добио прве две партије и смањио заостатак на 11-8, али је Вилсон нанизао 50 поена за 12-8. Вилсон је повео са 13-8, али је Џоунс поново смањио заостатак на три партије. Вилсон је прво нанизао 87 у 24. партији, а потом искористио грешку ривала и повео са 15-10 пред последњу сесију. Вилсон је повео са 16-10 да би Џоунс одговорио својим првим троцифреним брејком у мечу. Вилсон је имао предност од 27 поена у 28. партији, али се снукеровао на жутом кугли и омогућио Џоунсу да изнуди враћање црне кугле на сто. Џоунс је промашио изгледну прилику за убацивање црне да би након тога Вилсон случајно убацио црну из дефанзивног ударца за 17-11. Џоунс је смањио на 17-12 и у наредној партији покушао да направи максимални брејк који је заустављен на 96 поена. Џоунс је смањио на 17-14, али је Вилсон освојио наредну партију за своју прву титулу светског шампиона.

## Жреб
Жреб за турнир је приказан испод. Подебљани такмичари су победници мечева.
|  | Прво коло            | Прво коло            |                      |    | Друго коло        | Друго коло        |  |  | Четвртфинале      | Четвртфинале      |  |  | Полуфинале        | Полуфинале        |  |
|  | бољи у 19 партија    | бољи у 19 партија    |                      |    | бољи у 25 партија | бољи у 25 партија |  |  | бољи у 25 партија | бољи у 25 партија |  |  | бољи у 33 партије | бољи у 33 партије |  |
|  |                      |                      |                      |    |                   |                   |  |  |                   |                   |  |  |                   |                   |  |
|  | 20. април            |                      |                      |    |                   |                   |  |  |                   |                   |  |  |                   |                   |  |
|  |                      |                      |                      |    |                   |                   |  |  |                   |                   |  |  |                   |                   |  |
|  | Лука Бресел (1)      | 9                    |                      |    |                   |                   |  |  |                   |                   |  |  |                   |                   |  |
|  | Лука Бресел (1)      | 9                    | 25. и 26. април      |    |                   |                   |  |  |                   |                   |  |  |                   |                   |  |
|  | Дејвид Гилберт (31)  | 10                   |                      |    |                   |                   |  |  |                   |                   |  |  |                   |                   |  |
|  | Дејвид Гилберт (31)  | 10                   | Дејвид Гилберт (31)  | 13 |                   |                   |  |  |                   |                   |  |  |                   |                   |  |
|  | 22. и 23. април      |                      | Дејвид Гилберт (31)  | 13 |                   |                   |  |  |                   |                   |  |  |                   |                   |  |
|  |                      | Роберт Милкинс (16)  | 4                    |    |                   |                   |  |  |                   |                   |  |  |                   |                   |  |
|  | Роберт Милкинс (16)  | Роберт Милкинс (16)  | 4                    | 10 |                   |                   |  |  |                   |                   |  |  |                   |                   |  |
|  | Роберт Милкинс (16)  |                      | 30. април и 1. мај   | 10 |                   |                   |  |  |                   |                   |  |  |                   |                   |  |
|  | Панг Јуншу (27)      | 9                    |                      |    |                   |                   |  |  |                   |                   |  |  |                   |                   |  |
|  | Панг Јуншу (27)      | 9                    | Дејвид Гилберт (31)  | 13 |                   |                   |  |  |                   |                   |  |  |                   |                   |  |
|  | 20. и 21. април      |                      | Дејвид Гилберт (31)  | 13 |                   |                   |  |  |                   |                   |  |  |                   |                   |  |
|  |                      | Стивен Магвајер (28) | 8                    |    |                   |                   |  |  |                   |                   |  |  |                   |                   |  |
|  | Алистер Картер (9)   | Стивен Магвајер (28) | 8                    | 7  |                   |                   |  |  |                   |                   |  |  |                   |                   |  |
|  | Алистер Картер (9)   | 26, 27. и 28. април  |                      | 7  |                   |                   |  |  |                   |                   |  |  |                   |                   |  |
|  | Стивен Магвајер (28) | 10                   |                      |    |                   |                   |  |  |                   |                   |  |  |                   |                   |  |
|  | Стивен Магвајер (28) | 10                   | Стивен Магвајер (28) | 13 |                   |                   |  |  |                   |                   |  |  |                   |                   |  |
|  | 21. и 22. април      |                      | Стивен Магвајер (28) | 13 |                   |                   |  |  |                   |                   |  |  |                   |                   |  |
|  |                      | Шон Марфи (8)        | 9                    |    |                   |                   |  |  |                   |                   |  |  |                   |                   |  |
|  | Шон Марфи (8)        | Шон Марфи (8)        | 9                    | 10 |                   |                   |  |  |                   |                   |  |  |                   |                   |  |
|  | Шон Марфи (8)        |                      | 2, 3. и 4. мај       | 10 |                   |                   |  |  |                   |                   |  |  |                   |                   |  |
|  | Лу Хаотијан (26)     | 5                    |                      |    |                   |                   |  |  |                   |                   |  |  |                   |                   |  |
|  | Лу Хаотијан (26)     | 5                    | Дејвид Гилберт (31)  | 11 |                   |                   |  |  |                   |                   |  |  |                   |                   |  |
|  | 21. и 22. април      |                      | Дејвид Гилберт (31)  | 11 |                   |                   |  |  |                   |                   |  |  |                   |                   |  |
|  |                      | Кајрен Вилсон (12)   | 17                   |    |                   |                   |  |  |                   |                   |  |  |                   |                   |  |
|  | Марк Селби (5)       | Кајрен Вилсон (12)   | 17                   | 6  |                   |                   |  |  |                   |                   |  |  |                   |                   |  |
|  | Марк Селби (5)       | 27, 28. и 29. април  |                      | 6  |                   |                   |  |  |                   |                   |  |  |                   |                   |  |
|  | Џо О'Конор (30)      | 10                   |                      |    |                   |                   |  |  |                   |                   |  |  |                   |                   |  |
|  | Џо О'Конор (30)      | 10                   | Џо О'Конор (30)      | 6  |                   |                   |  |  |                   |                   |  |  |                   |                   |  |
|  | 23. и 24. април      |                      | Џо О'Конор (30)      | 6  |                   |                   |  |  |                   |                   |  |  |                   |                   |  |
|  |                      | Кајрен Вилсон (12)   | 13                   |    |                   |                   |  |  |                   |                   |  |  |                   |                   |  |
|  | Кајрен Вилсон (12)   | Кајрен Вилсон (12)   | 13                   | 10 |                   |                   |  |  |                   |                   |  |  |                   |                   |  |
|  | Кајрен Вилсон (12)   |                      | 30. април и 1. мај   | 10 |                   |                   |  |  |                   |                   |  |  |                   |                   |  |
|  | Доминик Дејл (40)    | 1                    |                      |    |                   |                   |  |  |                   |                   |  |  |                   |                   |  |
|  | Доминик Дејл (40)    | 1                    | Кајрен Вилсон (12)   | 13 |                   |                   |  |  |                   |                   |  |  |                   |                   |  |
|  | 24. и 25. април      |                      | Кајрен Вилсон (12)   | 13 |                   |                   |  |  |                   |                   |  |  |                   |                   |  |
|  |                      | Џон Хигинс (13)      |                      |    |                   |                   |  |  |                   |                   |  |  |                   |                   |  |
|  | Џон Хигинс (13)      | 10                   |                      |    |                   |                   |  |  |                   |                   |  |  |                   |                   |  |
|  | Џон Хигинс (13)      | 10                   | 27, 28. и 29. април  |    |                   |                   |  |  |                   |                   |  |  |                   |                   |  |
|  | Џејми Џоунс (41)     | 6                    |                      |    |                   |                   |  |  |                   |                   |  |  |                   |                   |  |
|  | Џејми Џоунс (41)     | 6                    | Џон Хигинс (13)      | 13 |                   |                   |  |  |                   |                   |  |  |                   |                   |  |
|  | 23. и 24. април      |                      | Џон Хигинс (13)      | 13 |                   |                   |  |  |                   |                   |  |  |                   |                   |  |
|  |                      | Марк Ален (4)        | 12                   |    |                   |                   |  |  |                   |                   |  |  |                   |                   |  |
|  | Марк Ален (4)        | Марк Ален (4)        | 12                   | 10 |                   |                   |  |  |                   |                   |  |  |                   |                   |  |
|  | Марк Ален (4)        |                      |                      | 10 |                   |                   |  |  |                   |                   |  |  |                   |                   |  |
|  | Роби Вилијамс (45)   | 6                    |                      |    |                   |                   |  |  |                   |                   |  |  |                   |                   |  |
|  | Роби Вилијамс (45)   | 6                    |                      |    |                   |                   |  |  |                   |                   |  |  |                   |                   |  |
|  | 20. и 21. април      |                      |                      |    |                   |                   |  |  |                   |                   |  |  |                   |                   |  |
|  |                      |                      |                      |    |                   |                   |  |  |                   |                   |  |  |                   |                   |  |
|  | Џад Трамп (3)        | 10                   |                      |    |                   |                   |  |  |                   |                   |  |  |                   |                   |  |
|  | Џад Трамп (3)        | 10                   | 25, 26. и 27. април  |    |                   |                   |  |  |                   |                   |  |  |                   |                   |  |
|  | Хосеин Вафеј (19)    | 5                    |                      |    |                   |                   |  |  |                   |                   |  |  |                   |                   |  |
|  | Хосеин Вафеј (19)    | 5                    | Џад Трамп (3)        | 13 |                   |                   |  |  |                   |                   |  |  |                   |                   |  |
|  | 20. и 21. април      |                      | Џад Трамп (3)        | 13 |                   |                   |  |  |                   |                   |  |  |                   |                   |  |
|  |                      | Том Форд (14)        | 7                    |    |                   |                   |  |  |                   |                   |  |  |                   |                   |  |
|  | Том Форд (14)        | Том Форд (14)        | 7                    | 10 |                   |                   |  |  |                   |                   |  |  |                   |                   |  |
|  | Том Форд (14)        |                      | 30. април и 1. мај   | 10 |                   |                   |  |  |                   |                   |  |  |                   |                   |  |
|  | Рики Волден (32)     | 6                    |                      |    |                   |                   |  |  |                   |                   |  |  |                   |                   |  |
|  | Рики Волден (32)     | 6                    | Џад Трамп (3)        | 9  |                   |                   |  |  |                   |                   |  |  |                   |                   |  |
|  | 20. и 21. април      |                      | Џад Трамп (3)        | 9  |                   |                   |  |  |                   |                   |  |  |                   |                   |  |
|  |                      | Џек Џоунс (44)       | 13                   |    |                   |                   |  |  |                   |                   |  |  |                   |                   |  |
|  | Жанг Анда (11)       | Џек Џоунс (44)       | 13                   | 4  |                   |                   |  |  |                   |                   |  |  |                   |                   |  |
|  | Жанг Анда (11)       | 26. и 27. април      |                      | 4  |                   |                   |  |  |                   |                   |  |  |                   |                   |  |
|  | Џек Џоунс (44)       | 10                   |                      |    |                   |                   |  |  |                   |                   |  |  |                   |                   |  |
|  | Џек Џоунс (44)       | 10                   | Џек Џоунс (44)       | 13 |                   |                   |  |  |                   |                   |  |  |                   |                   |  |
|  | 22. и 23. април      |                      | Џек Џоунс (44)       | 13 |                   |                   |  |  |                   |                   |  |  |                   |                   |  |
|  |                      | Си Ђанхуј (23)       | 9                    |    |                   |                   |  |  |                   |                   |  |  |                   |                   |  |
|  | Марк Вилијамс (6)    | Си Ђанхуј (23)       | 9                    | 9  |                   |                   |  |  |                   |                   |  |  |                   |                   |  |
|  | Марк Вилијамс (6)    |                      | 2, 3. и 4. мај       | 9  |                   |                   |  |  |                   |                   |  |  |                   |                   |  |
|  | Си Ђанхуј (23)       | 10                   |                      |    |                   |                   |  |  |                   |                   |  |  |                   |                   |  |
|  | Си Ђанхуј (23)       | 10                   | Џек Џоунс (44)       | 17 |                   |                   |  |  |                   |                   |  |  |                   |                   |  |
|  | 23. и 24. април      |                      | Џек Џоунс (44)       | 17 |                   |                   |  |  |                   |                   |  |  |                   |                   |  |
|  |                      | Стјуарт Бингам (29)  | 12                   |    |                   |                   |  |  |                   |                   |  |  |                   |                   |  |
|  | Динг Жунвеј (7)      | Стјуарт Бингам (29)  | 12                   | 9  |                   |                   |  |  |                   |                   |  |  |                   |                   |  |
|  | Динг Жунвеј (7)      | 27, 28. и 29. април  |                      | 9  |                   |                   |  |  |                   |                   |  |  |                   |                   |  |
|  | Џек Лисовски (17)    | 10                   |                      |    |                   |                   |  |  |                   |                   |  |  |                   |                   |  |
|  | Џек Лисовски (17)    | 10                   | Џек Лисовски (17)    | 11 |                   |                   |  |  |                   |                   |  |  |                   |                   |  |
|  | 22. април            |                      | Џек Лисовски (17)    | 11 |                   |                   |  |  |                   |                   |  |  |                   |                   |  |
|  |                      | Стјуарт Бингам (29)  | 13                   |    |                   |                   |  |  |                   |                   |  |  |                   |                   |  |
|  | Гари Вилсон (10)     | Стјуарт Бингам (29)  | 13                   | 5  |                   |                   |  |  |                   |                   |  |  |                   |                   |  |
|  | Гари Вилсон (10)     |                      | 30. април и 1. мај   | 5  |                   |                   |  |  |                   |                   |  |  |                   |                   |  |
|  | Стјуарт Бингам (29)  | 10                   |                      |    |                   |                   |  |  |                   |                   |  |  |                   |                   |  |
|  | Стјуарт Бингам (29)  | 10                   | Стјуарт Бингам (29)  | 13 |                   |                   |  |  |                   |                   |  |  |                   |                   |  |
|  | 23. и 24. април      |                      | Стјуарт Бингам (29)  | 13 |                   |                   |  |  |                   |                   |  |  |                   |                   |  |
|  |                      | Рони О'Саливен (2)   | 10                   |    |                   |                   |  |  |                   |                   |  |  |                   |                   |  |
|  | Бари Хокинс (15)     | Рони О'Саливен (2)   | 10                   | 8  |                   |                   |  |  |                   |                   |  |  |                   |                   |  |
|  | Бари Хокинс (15)     | 28. и 29. април      |                      | 8  |                   |                   |  |  |                   |                   |  |  |                   |                   |  |
|  | Рајан Деј (18)       | 10                   |                      |    |                   |                   |  |  |                   |                   |  |  |                   |                   |  |
|  | Рајан Деј (18)       | 10                   | Рајан Деј (18)       | 7  |                   |                   |  |  |                   |                   |  |  |                   |                   |  |
|  | 24. и 25. април      |                      | Рајан Деј (18)       | 7  |                   |                   |  |  |                   |                   |  |  |                   |                   |  |
|  |                      | Рони О'Саливен (2)   | 13                   |    |                   |                   |  |  |                   |                   |  |  |                   |                   |  |
|  | Рони О'Саливен (2)   | Рони О'Саливен (2)   | 13                   | 10 |                   |                   |  |  |                   |                   |  |  |                   |                   |  |
|  | Рони О'Саливен (2)   |                      |                      | 10 |                   |                   |  |  |                   |                   |  |  |                   |                   |  |
|  | Џексон Пејџ (43)     | 1                    |                      |    |                   |                   |  |  |                   |                   |  |  |                   |                   |  |
|  | Џексон Пејџ (43)     | 1                    |                      |    |                   |                   |  |  |                   |                   |  |  |                   |                   |  |

## Финале

### Финале
| Финале (бољи у 35 партија) Крусибл театар, Шефилд; 5. и 6. мај 2024; Судија меча: Пол Колијер                  |                             |                             |                             |                             |                             |                             |                             |                             |                             |                             |
| Кајрен Вилсон (12)                                                                                             | Кајрен Вилсон (12)          | Кајрен Вилсон (12)          | Кајрен Вилсон (12)          | 18−14                       | 18−14                       | 18−14                       | Џек Џоунс (44)              | Џек Џоунс (44)              | Џек Џоунс (44)              | Џек Џоунс (44)              |
| Играч | Прва сесија: 7−1            | Прва сесија: 7−1            | Прва сесија: 7−1            | Прва сесија: 7−1            | Прва сесија: 7−1            | Прва сесија: 7−1            | Прва сесија: 7−1            | Прва сесија: 7−1            | Прва сесија: 7−1            | Прва сесија: 7−1            |
| Партија | 1                           | 2                           | 3                           | 4                           | 5                           | 6                           | 7                           | 8                           | 9                           | 10                          |
| Вилсон | 129 (129)                   | 87 (52)                     | 76                          | 109 (66)                    | 84 (62)                     | 125 (125)                   | 90 (90)                     | 11                          | НИ                          | НИ                          |
| Џоунс | 0                           | 35                          | 14                          | 7                           | 0                           | 4                           | 11                          | 72 (65)                     | НИ                          | НИ                          |
| Играч | Друга сесија: 4−5 (11−6)    | Друга сесија: 4−5 (11−6)    | Друга сесија: 4−5 (11−6)    | Друга сесија: 4−5 (11−6)    | Друга сесија: 4−5 (11−6)    | Друга сесија: 4−5 (11−6)    | Друга сесија: 4−5 (11−6)    | Друга сесија: 4−5 (11−6)    | Друга сесија: 4−5 (11−6)    | Друга сесија: 4−5 (11−6)    |
| Партија | 1                           | 2                           | 3                           | 4                           | 5                           | 6                           | 7                           | 8                           | 9                           | 10                          |
| Вилсон | 18                          | 0                           | 129 (125)                   | 78 (60)                     | 22                          | 122 (122)                   | 32                          | 0                           | 66                          | НИ                          |
| Џоунс | 75 (75)                     | 80 (52)                     | 0                           | 41                          | 74                          | 0                           | 68                          | 90 (90)                     | 64 (64)                     | НИ                          |
| Играч | Трећа сесија: 4−4 (15−10)   | Трећа сесија: 4−4 (15−10)   | Трећа сесија: 4−4 (15−10)   | Трећа сесија: 4−4 (15−10)   | Трећа сесија: 4−4 (15−10)   | Трећа сесија: 4−4 (15−10)   | Трећа сесија: 4−4 (15−10)   | Трећа сесија: 4−4 (15−10)   | Трећа сесија: 4−4 (15−10)   | Трећа сесија: 4−4 (15−10)   |
| Партија | 1                           | 2                           | 3                           | 4                           | 5                           | 6                           | 7                           | 8                           | 9                           | 10                          |
| Вилсон | 39                          | 0                           | 67 (50)                     | 83 (83)                     | 23                          | 22                          | 106 (86)                    | 81                          | НИ                          | НИ                          |
| Џоунс | 72 (64)                     | 67 (59)                     | 7                           | 0                           | 105 (90)                    | 74 (73)                     | 1                           | 9                           | НИ                          | НИ                          |
| Играч | Четврта сесија: 3−4 (18−15) | Четврта сесија: 3−4 (18−15) | Четврта сесија: 3−4 (18−15) | Четврта сесија: 3−4 (18−15) | Четврта сесија: 3−4 (18−15) | Четврта сесија: 3−4 (18−15) | Четврта сесија: 3−4 (18−15) | Четврта сесија: 3−4 (18−15) | Четврта сесија: 3−4 (18−15) | Четврта сесија: 3−4 (18−15) |
| Партија | 1                           | 2                           | 3                           | 4                           | 5                           | 6                           | 7                           | 8                           | 9                           | 10                          |
| Вилсон | 67                          | 16                          | 80                          | 8                           | 0                           | 22                          | 71                          | НИ                          | НИ                          | НИ                          |
| Џоунс | 35                          | 105 (105)                   | 73                          | 88 (67)                     | 96 (96)                     | 82                          | 4                           | НИ                          | НИ                          | НИ                          |
| 129 | 129                         | 129                         | 129                         | највећи брејк               | највећи брејк               | највећи брејк               | 105                         | 105                         | 105                         | 105                         |
| 4 | 4                           | 4                           | 4                           | троцифрених брејкова        | троцифрених брејкова        | троцифрених брејкова        | 1                           | 1                           | 1                           | 1                           |
| 12 | 12                          | 12                          | 12                          | брејкова преко 50           | брејкова преко 50           | брејкова преко 50           | 12                          | 12                          | 12                          | 12                          |
| Кајрен Вилсон је освајач Светског првенства у снукеру 2024. победник у партији (највећи брејк) НИ = није игран |                             |                             |                             |                             |                             |                             |                             |                             |                             |                             |

## Троцифрени брејкови
Укупно је направљено 63 троцифрена брејка. Највећи брејк износио је 142, а награду су поделила тројица играча.
- 142 – Џексон Пејџ
- 142 – Рики Волден
- 142 – Марк Вилијамс
- 138 – Хосеин Вафеј
- 136, 130, 130, 129, 123, 115, 110, 106, 104, 101 – Дејвид Гилберт
- 136, 123, 122, 116 – Рони О'Саливен
- 134, 127, 114, 111 – Стивен Магвајер
- 134, 104 – Лука Бресел
- 131, 127 – Динг Жунвеј
- 129, 125, 125, 123, 122, 121, 105, 101 – Кајрен Вилсон
- 129, 102 – Џон Хигинс
- 125, 117, 108, 107, 104, 104 – Стјуарт Бингам
- 123 – Џек Лисовски
- 122, 102, 101 – Џо О'Конор
- 120 – Доминик Дејл
- 119, 114 – Марк Ален
- 118 – Џејми Џоунс
- 117, 106, 105 – Џек Џоунс
- 117 – Лу Хаотијан
- 115, 110 – Рајан Деј
- 112 – Марк Селби
- 111 – Шон Марфи
- 110, 107, 107 – Џад Трамп
- 108 – Бари Хокинс
- 105 – Роби Вилијамс